# レンコン
レンコン（蓮根、英: Lotus root）とは、食用に用いられるハスの地下茎。食用となる地下茎部分を指すことが多いが、花などを含めた食用のハス自体を指すこともある。「蓮根」ははすね、はすのねとも読み、蓮根とは別に藕根（ぐうこん）の呼称も存在する。数え方は「1本、2本…」（助数詞も参照）。

## 概要
単に「はす」ともいう。漢字で「蓮根」と書かれるが、食用にする部分はハスの根ではなく肥大した地下茎である。地下茎はいくつかの節に分かれており、節の長さは品種によって異なる。輪切りにすると断面には穴が複数空いているのが特徴で、穴の数は個体差はあるが大小十個程度であることが多い。この穴には空気が少ない泥の中でのレンコン自身の呼吸を助ける役割もあり、葉柄も切断すると断面に複数の穴がある。日本では断面の穴は「先を見通す」ことに通じて縁起が良いとされ、正月のおせち料理や節句にもよく用いられる。なお、「蓮根（はすね）掘る」は冬の季語である。
食材としてのレンコンの主な旬は10月 - 3月、新レンコンについては6月 - 9月とされる。地下茎1節が全体的にふっくらとしており、表面の皮に傷や凹みがなくてツヤがあるものが市場価値の高い良品とされる。皮の部分が赤茶色になることもあるが、これは泥内にあったときの鉄分が付着したもので、味などには影響がない。
可食部（生からの廃棄率は20%）の約81%は水分で、残りは炭水化物が約16%、たんぱく質が約2%、灰分が約1%など。可食部100gの熱量は74kcalで、糖質が多くエネルギーは高い。カリウム、ビタミンC・ビタミンB1・B5等の水溶性ビタミン類、カルシウム、亜鉛、銅、粘り成分のムチレージ、抗酸化成分のタンニン、不溶性食物繊維などを含有する。特にビタミンCの含有量が多く、レモン果汁に匹敵する。レンコンに多く含まれるデンプン質がビタミンCを守り、加熱しても損失が少ないという特徴がある。レンコンを切ったときに、切り口が黒ずむのはタンニン（ポリフェノールの一種）によるものである。
加熱方法や切り方で食感が変化し、さまざまに風味が楽しまれる。脂質や脂溶性ビタミン類はほとんど含有しないため、油を使用した調理法と相性が良いとされる。ポリフェノール系化合物による褐変を起こしやすい食材であり、調理時には変色を防ぐために酢水につけるなどの方法がとられる（フラボノイド色素が酸性では無色に変化する性質も利用している）。調理法としては切ったものを調理するほか、すり下ろし、パウダー（粉）も食材として利用される。夏場に出回る新レンコンは、色が白っぽく、水分量が多くてサクサクした食感が特徴で、瑞々しい風味を楽しむため揚げ物、サラダ、和え物などに向いている。冬に近づくにつれて風味が濃厚になり、ホクホクした食感を楽しむため煮物などに向く。

### 食用とする地域
レンコンを伝統的な食材としている国としては少なくとも日本・中国（南部）・インドが存在するほか、現代の朝鮮料理にもレンコンを用いた物があるが、伝統的な物かは不明である。ミャンマーのビルマ語では ကြာစွယ် /t͡ɕàzwɛ̀/ チャーズウェー〈ハスの牙〉と呼び、ミャンマーでも食材として扱われている例が見られる。
アメリカでは、先住民のオセージ族が、キバナハスのレンコンを Yonkapin と呼び伝統的にスープに入れるが、現代では薄くスライスしたものを揚げて料理の付け合わせにする場合もある。

## 歴史

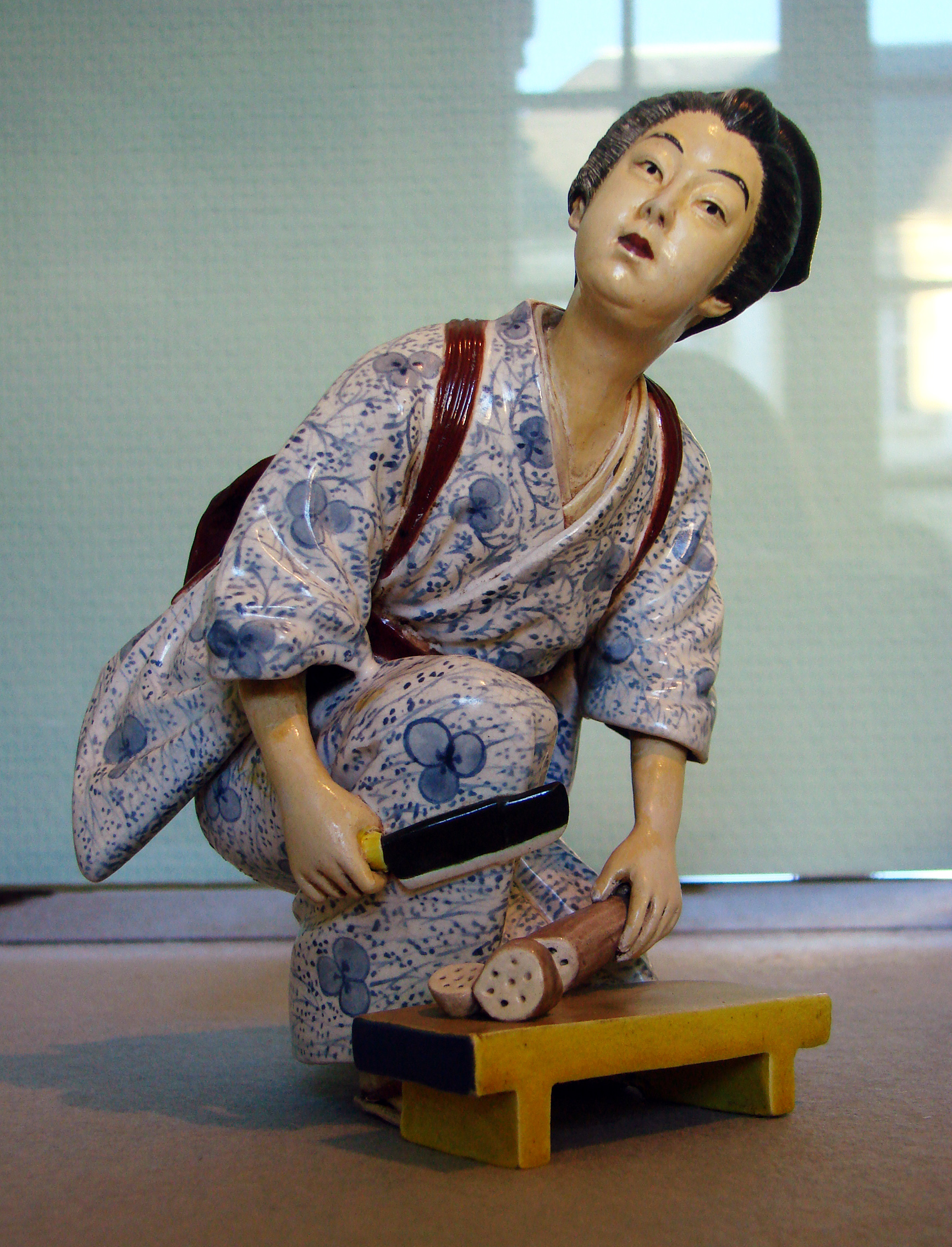
レンコンを切る女。19世紀作。フランス、サンレミ美術館所蔵

アメリカ大陸やヨーロッパ、日本でも福井県などでレンコンの化石が発掘されており、白亜紀には既に北半球を中心に広く分布していたことが窺える。食用に限ると中国、エジプト、インド、東南アジアなど原産地には諸説がある。
日本においても行田古代ハスや大賀ハスなどの例から弥生時代から飛鳥時代にはすでに存在していたと推測されるが、地下茎は今ほど肥大化していなかった。奈良時代ごろの『古事記』（712年）や『常陸国風土記』（713年）、『万葉集』（奈良時代末期）には観賞用や食用としての言及が存在し、食用のものは仏教伝来とともに中国、百済から渡来したものと考えられている。その後、鎌倉時代から江戸時代に中国から僧が持ち帰り定着したものが在来種となったと考えられるが、現在日本国内で流通しているレンコンの品種は明治以降に中国から導入した品種を品種改良したものがほとんどである。

## 主な種類
大別すると、細長くて歯切れのよい在来種の系統と、肉厚で節が短くて太い中国種（別名：しなばす）の系統がある。日本では、近畿以西で中国種、近畿以北では在来種の栽培が多い。現在日本に流通しているもののほとんどは中国種で、在来種はほとんど出回らない。日本国内で栽培されている主なレンコンの品種や種類は以下のとおり。
- 備中（びっちゅう） - 晩生品種[15]。明治の初期に中国から導入された品種で、岡山県を中心に栽培されたことから名付けられた[19]。現在は徳島県を中心に西日本での栽培が多い[19]。根茎は整った長楕円形で、肉質は粉質[19]。
- 支那（しな） - 中国から導入された種蓮から選抜して育成した品種で、現在は1965年に選抜された「支那白花」が石川県や山口県を中心に栽培されている[19]。石川県の「加賀レンコン」、山口県の「岩国レンコン」は伝統野菜としてブランド化されている[19]。
  - 加賀レンコン - 主に石川県で栽培される品種で、江戸時代に加賀藩主が苗を持ち帰って栽培が始められたと伝えられる。肉質が緻密でデンプン質が多く、もちもちした食感がある[7]。
- ロータスホワイト（単に「ロータス」とも） - 早生品種[15]。岩国レンコンから選抜されて岡山県・愛知県で広まり、現在は愛知県での栽培が多い[15][19]。備中に比べて早生で腐敗病に強く、節が短く肉質が硬い[15]。
- オオジロ - ごく早生の品種で、ハウス栽培では90日程度で収穫が可能[15][19]。備中に比べて腐敗病に強く、根茎は太く丸く白色で、肉厚で穴が小さい[15][19]。
- 金澄（かなすみ） - 早生品種[15]。千葉県の金坂孝澄が育成した品種で、1985年に最初の「金澄1号」が登録された[15]。現在普及しているものは主に金澄20号と金澄37号で、茨城県や千葉県を中心に全国に普及しており、関東地方で栽培されるレンコンの7割を占める[15]。
- 赤蓮根（あかれんこん） - 皮から中までピンク色をしたレンコン。生産量は少なく、日本の在来種は珍しく、中国種のものもある。粘りが強く、肉質はきめ細かく、シャキシャキした食感がある[7]。
- 成蹊（せいけい） - 早生品種。

## 栽培

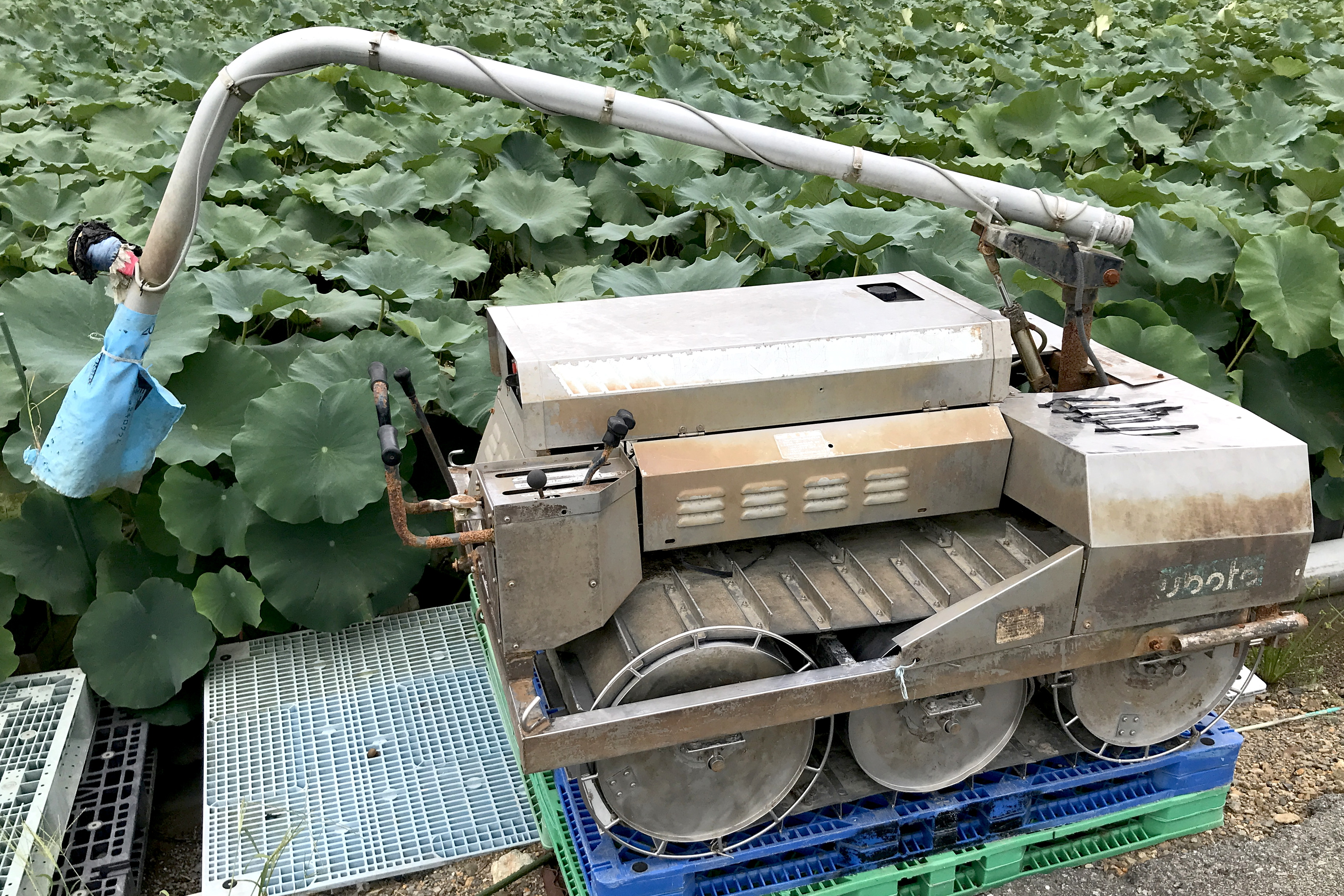
水掘りに使うレンコン掘機（ホースを取った状態）。水を噴射するノズルをもつ。

主に沼沢地や水田（蓮田）で栽培される。堆肥を使うなどして泥の地味や軟らかさを高めると、見た目が良く糖度が高いレンコンが育つとされる。旧来は晩春に種蓮の植え付けを行い、秋から翌年の春に収穫されていたが、近年は早生の品種も増えている。
主要な収穫方法は鍬などで掘って収穫する方法（「クワ掘り」「手掘り」などと呼ばれる）と、噴射した水を利用して収穫する方法（「水圧掘り」「水掘り」などと呼ばれる）に大分される。水圧掘りのほうが省力的で作業効率が良いが、収穫時期に水が利用可能であることが大前提であり、砂質土壌ではレンコンが傷つくために採用することができない。一方でクワ掘りは意図的に収穫しない列を設けて翌年の種蓮に利用できるといった利点も存在するが、粘土質土壌ではそもそも作業が困難で、田面を乾燥させすぎると腐敗病が発生しやすいという欠点がある。日本国内の主要産地で見ると、茨城県や岡山県では水圧掘り、山口県や愛知県ではクワ掘りでの収穫が多い。
泥付きの状態で出荷されることも多いが、これは空気に触れて酸化して変色することを防いだり、乾燥を防いで日持ちを良くする目的であることが多い。特にクワ掘りの地域では泥付きの状態で収穫されるため、生産側の負担を軽減する目的もあって泥付きのまま出荷される割合が多い。水圧掘りの地域では泥がない状態で出荷される割合が多いが、あえて泥を塗ってから出荷する地域も存在する。

## 収穫量
日本国内のレンコン収穫量は1973年度（昭和48年度）には104,400tであったが、1990年度（平成2年度）には87,600t、2000年度（平成12年度）には75,500t、2010年度（平成22年度）には60,400t、2020年度（令和2年度）には55,000tと徐々に減少している。
|                         | 全国計   | 1位                    | 2位                    | 3位                    | 4位                   | 5位                   | 6位                  | 7位                  | 出典          |
| ----------------------- | -------- | ---------------------- | ---------------------- | ---------------------- | --------------------- | --------------------- | -------------------- | -------------------- | ------------- |
| 1973年度 （昭和48年度） | 104,400t | 茨城県 21,000t (20.1%) | 徳島県 17,500t (16.8%) | 愛知県 11,600t (11.1%) | 佐賀県 10,800t 10.3%) | 山口県 10,600t 10.2%) | 熊本県 4,700t (4.5%) | 新潟県 4,450t (4.3%) | [ 25 ]        |
| 1990年度 （平成2年度）  | 87,600t  | 茨城県 23,900t (27.3%) | 徳島県 13,000t (14.8%) | 佐賀県 9,600t (11.0%)  | 愛知県 7,480t (8.5%)  | 山口県 7,370t (8.4%)  | 新潟県 4,410t (5.0%) | 岡山県 4,050t (4.6%) | [ 25 ]        |
| 2000年度 （平成12年度） | 75,500t  | 茨城県 28,300t (37.5%) | 徳島県 11,100t (14.7%) | 愛知県 6,590t (8.7%)   | 山口県 4,820t (6.4%)  | 佐賀県 3,010t (4.0%)  | 新潟県 3,010t (4.0%) | 岡山県 2,600t (3.4%) | [ 25 ]        |
| 2010年度 （平成22年度） | 60,400t  | 茨城県 28,200t (46.7%) | 徳島県 7,600t (12.6%)  | 佐賀県 4,060t (6.7%)   | 愛知県 3,720t (6.2%)  | 山口県 3,670t (6.1%)  | 新潟県 2,380t (3.9%) | 熊本県 2,270t (3.8%) | [ 25 ]        |
| 2020年度 （令和2年度）  | 55,500t  | 茨城県 28,600t (52.0%) | 佐賀県 5,120t (9.3%)   | 徳島県 4,840t (8.8%)   | 愛知県 3,030t (5.5%)  | 山口県 2,720t (4.9%)  | 熊本県 2,000t (3.6%) | 岡山県 1,430t (2.6%) | [ 23 ] [ 24 ] |

都道府県別では長年にわたって作付面積・収穫量ともに茨城県が最も多く、2位から5位は順位の入れ替わりはあるが常に同じ県が名を連ねている。収穫量は全国的にも減少の傾向にあるが唯一茨城県のみ増加の傾向にあり、2020年度（令和2年度）の茨城県は全国シェアの過半数を占めている。古くは茨城県・徳島県・愛知県の3県が三大産地とされており、農林水産省では長年上位5県に名を連ねる茨城県・愛知県・山口県・徳島県・佐賀県に岡山県を加えた6県をレンコンの主要産県ととらえている。
市町村別の最新の統計は存在しないが、2006年度（平成18年度）時点の出荷量は茨城県土浦市が7,610tで最も多かった。土浦市以外にもかすみがうら市（5,380t、2位）、行方市（2,590t、5位）、小美玉市（2,360t、7位）、稲敷市（1,790t、9位）と茨城県の市町村が上位10市町村の半数を占めている。この年の茨城県以外の上位10市町村は愛知県愛西市（3,870t、3位）、徳島県鳴門市（3,630t、4位）、山口県岩国市（2,460t、6位）、佐賀県杵島郡白石町（2,060t、8位）、岡山県倉敷市（992t、10位）となっている。
世界的な収穫量は不明だが、2018年度（平成30年度）に国際連合食糧農業機関による「その他芋類」（レンコンを含む）の生産量の統計を参考にすると、1位・ラオス（315万t）、2位・エチオピア（165万t）、3位・コンゴ共和国（110万t）、4位・パキスタン（52万t）、5位・インドネシア（47万t）となっている。なお、この統計による日本の生産量58,937tに対して、農林水産省の統計によるこの年のレンコン収穫量は61,300tである。

## 調理法
煮る、焼く、炒める、蒸すなどの様々な調理法がとられる。短時間で加熱するとシャキシャキした歯触り感が残るが、さらに加熱すると主成分のデンプン質が糖化して、わずかに甘味が出るとともに食感はもっちりに変化する。大きめに切って煮物にするとホクホクした食感、薄切りにして炒め物、サラダ、酢漬けにするとシャキシャキした食感がそれぞれ楽しめる。グリルで焼くと自然な甘味を引き出せる。
灰汁があるため、切って皮を剥いたら、すぐに水につけるのが基本であるが、酢水につけておくことにより、変色を防いでレンコンが白く仕上がり、また酢がムチレージを分解してシャキシャキした歯ごたえになる。輪切りするときは、厚切りは揚げ物や焼き物、薄切りは炒め物用などにする。鉄鍋で調理すると、レンコンの色が黒っぽくなる。

### 主要な食材として使用するもの
煮物
厚めの輪切りにして煮付ける。サトイモなどと並んで煮物の材料としては一般的である。滑らかな舌触りとシャッキリとした食感を楽しめる。昆布・干し椎茸など、乾物との相性が良い。
酢レンコン（酢ばす）
薄く輪切りにして軽く茹でて甘酢に漬ける。ちらし寿司のネタにも使用される。多くの穴が開いたレンコンの形状から「先を見通せる」として御節料理に加えられる
すり流し
すり下ろして汁物に流し入れて、ふわりとした塊に仕上げるほか、すり下ろしたものを整形して調理する。
砂糖漬け
輪切りにした蓮根を砂糖に漬けたもの。茹でてから漬ける、揚げてから漬けるなど地域によってレシピに差異がある。
桜蓮根（花ちらし蓮根）
蓮根を漬け込んで紅色に色付けした後に輪切りにしたもの。
蓮根羹（はすねかん）
すり下ろしたレンコンを寒天で固めた、羊羹のような生菓子。
辛子蓮根
熊本県の郷土料理。

### 食材の1つとして使用するもの
- 金平
- 天ぷら
  - はさみ揚げ - 挽肉などの具を挟んで揚げる。天麩羅やフライ、串カツなど。
- レンコンチップス - ポテトチップスのように薄切りにして揚げる。塩・胡椒を振ることもある。オヤツ、酒の肴や付け合せやアクセントに。
- レンコンの揚げ団子 - すり下ろしたレンコンを丸めて揚げる。
- レンコンの蒲焼 - すり下ろしたレンコンを海苔に塗って揚げて甘辛い醤油タレに絡める。
- レンコンハンバーグ - すり下ろしたレンコンを平たくまとめて焼く。
- レンコンサラダ - 薄く輪切りにしたレンコンを茹でて（他の野菜とともに）ドレッシングで和える。レンコンチップスのサラダもある。

### 保存
丸のままのレンコンを保存するときは、湿らせた新聞紙などに包んで、風通しのよい涼しい場所に置くと、1週間ほど日持ちする。また切ったレンコンは、切り口の変色を防ぐために切り口にラップを密着させて包み、冷蔵保存すると2 - 3日程度は持つ。